# 犬目町
犬目町（いぬめまち）は、東京都八王子市の地名。丁番を持たない単独町名であり、住居表示未実施区域。郵便番号は193-0802（八王子西郵便局管区）。

## 地理
八王子市北部、旧川口村の一区域。南方の楢原町との境には川口川が流れる。地内中心部には川口側の支流である谷戸川沿いに東京都道46号八王子あきる野線（高尾街道）が通過している。南は楢原町、南から西にかけて川口町、北で戸吹町・宮下町、東で加住町二丁目・谷野町・中野町と接している。

### 地価
住宅地の地価は、2014年（平成26年）1月1日の公示地価によれば、犬目町208番11の地点で8万6800円/平方メートルとなっている。

## 歴史

### 沿革
- 文化・文政期（1804年から1829年）の地誌、新編武蔵風土記稿に犬目村の記載がある[6]。
  - 東西20町余、南北45町、民家93軒[6]
- 1889年（明治22年）4月1日 町村制施行により、神奈川県南多摩郡の上川口村、下川口村、犬目村、楢原村、山入村が合併し川口村が成立する。犬目村が川口村大字犬目となる。
- 1893年（明治26年）4月1日 - 南多摩郡が東京府へ移管。
- 1943年（昭和18年）7月1日 - 東京都制の施行により南多摩郡は東京都の管轄となる。
- 1955年（昭和30年）4月1日 - 川口村が八王子市へ編入。川口村大字犬目は八王子市大字犬目となる。
- 1956年（昭和31年）10月1日 - 八王子市大字犬目が町名変更により犬目町となる。

## 世帯数と人口
2017年（平成29年）12月31日現在の世帯数と人口は以下の通りである。
| 町丁   | 世帯数    | 人口    |
| ------ | --------- | ------- |
| 犬目町 | 3,143世帯 | 6,502人 |

## 小・中学校の学区
市立小・中学校に通う場合、学区は以下の通りとなる。
| 番地 | 小学校               | 中学校               |
| --- | -------------------- | -------------------- |
| 1〜180番地 183〜737番地 740〜954番地 955番地5〜10 956番地3 957番地1、3〜4 957番地10〜29 958〜1013番地 1718〜1719番地 1744番地 | 八王子市立陶鎔小学校 | 八王子市立楢原中学校 |
| 181〜182番地 | 八王子市立楢原小学校 | 八王子市立楢原中学校 |
| 955番地2 956番地1〜2 957番地2、5                                                                                              | 八王子市立松枝小学校 | 八王子市立楢原中学校 |
| 1020番地1、1021番地1 1031番地20〜37 1033番地1、1081番地1〜2 1082番地2                                                         | 八王子市立松枝小学校 | 八王子市立川口中学校 |
| その他 | 八王子市立陶鎔小学校 | 八王子市立川口中学校 |

## 交通

### 鉄道
地内に鉄道は通過していない。

### 道路
- 東京都道46号八王子あきる野線（高尾街道）：南北に通過。北はあきる野市方面、南は高尾町方面へ連絡している。
- 東京都道186号高月楢原線

## 施設
- 八王子市立陶鎔小学校
- 工学院大学八王子キャンパス（一部敷地）
- 犬目幼稚園
- 八王子犬目郵便局
- 滝山病院
- 八王子CC（一部敷地）